# Pietro Venale

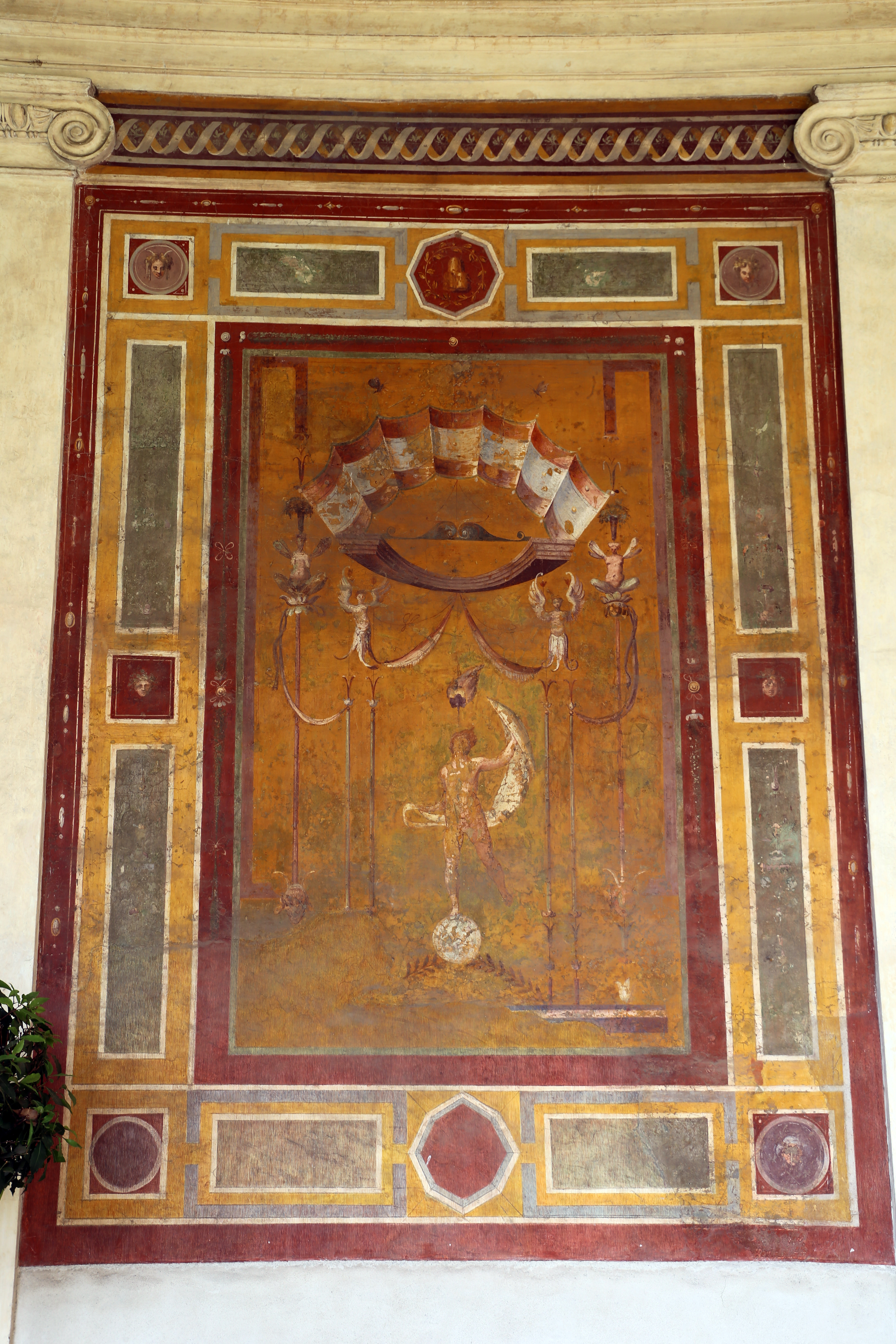
Villa Giulia, porticato, grottesca con Venere, (di Pietro Venale?)

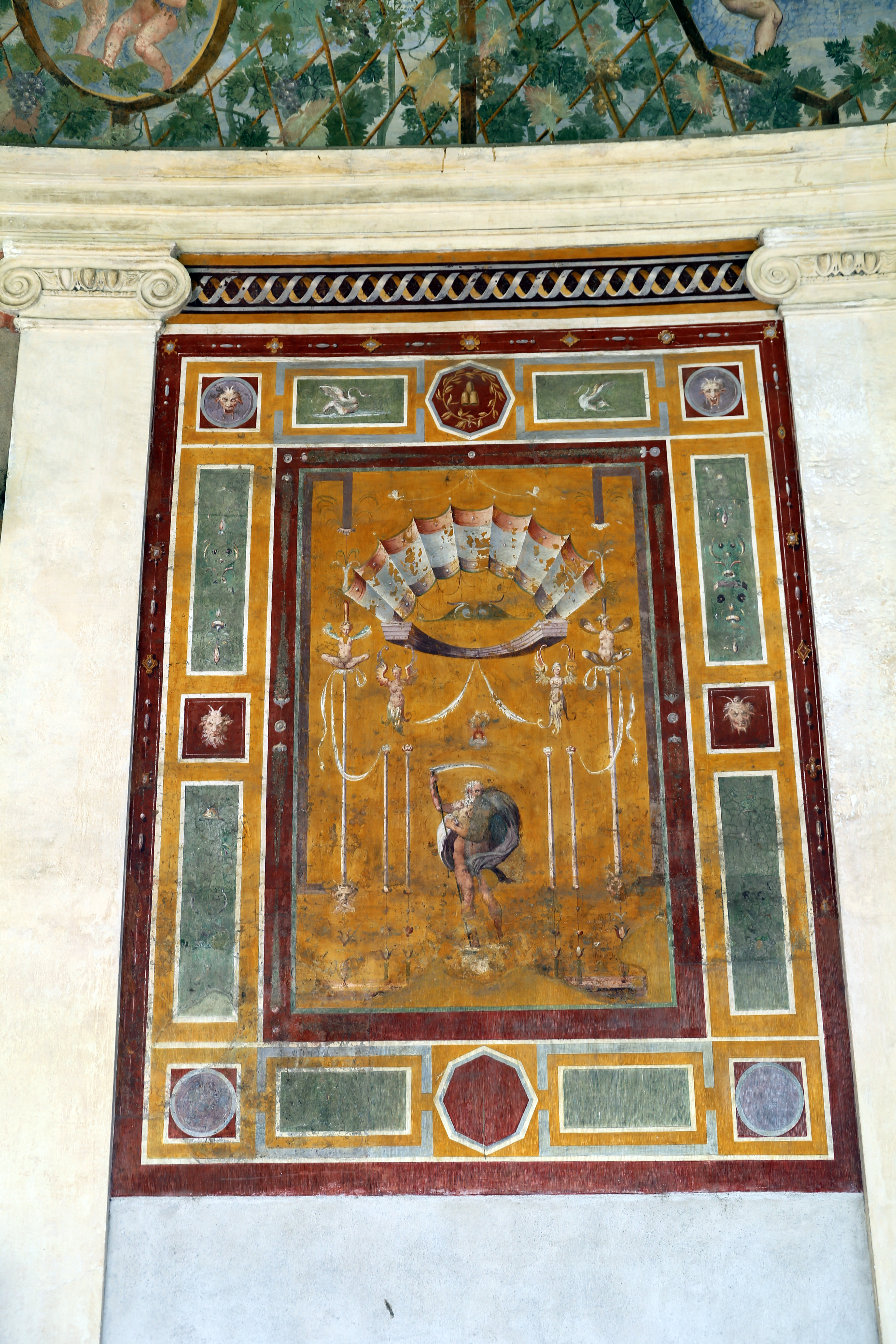
Villa Giulia, porticato, grottesca con Saturno, (di Pietro Venale?)

Pietro Mongardini, noto come Pietro Venale (Imola, XVI secolo – XVI secolo), è stato un pittore e decoratore italiano.

## Biografia
Figlio di Giovenale Mongardini, era nato ad Imola, dove fece il suo apprendistato. Il suo vero cognome era dunque Mongardini e Venale il soprannome. Risulta attivo dal 1541 al 1583, soprattutto a Roma. Documentazione che lo riguarda si conserva in Vaticano e all'Accademia di San Luca, dove Pietro Venale fu accolto nel 1576.
Il suo nome è legato in particolare a grottesche, a dorature ad oro fino e a stucchi decorativi, tutti lavori eseguiti con precisione e tecnica raffinata. In sede storica è stato ricordato, forse per la prima volta, da Antonino Bertolotti (1836-1893), nel 1886. Lo stesso Bertolotti ha citato questo documento, in cui si attesta un pagamento, per lavori eseguiti da Venale in una loggia, probabilmente nel Palazzo Vaticano, sotto la supervisione di Pierin del Vaga:
Con Antonio d'Avignone, Pietro Venale rifinì con pitture e dorature un grande tabernacolo, già nella Collezione Doria-Panphili e ora conservato al Museo di Roma a palazzo Braschi. Il nome di Pietro Venale ricorre spesso nei pagamenti della Fabbrica Vaticana, per lavori da lui eseguiti sotto i pontificati di Paolo III Farnese, di Giulio III, di Paolo IV, di Pio IV (in particolare per il Casino di Pio IV). Nel 1550 ha dorato, ad oro fino, il faldistorio di Paolo III, eletto in quell'anno, e rifatto le dorature degli stemmi nella cappella pontificia.
Il suo unico autografo risulta negli appartamenti del cardinale Giovanni Ricci in Vaticano, che Venale ha decorato intorno al 1560. Su questi affreschi ha scritto J. Martin nel 1974 e un'immagine ne è stata pubblicata da Redig de Campos nel 1967.

### La Villa, o Vigna, di Giulio III
Nel cantiere di Villa Giulia, la residenza suburbana di papa Ciocchi del Monte che fu realizzata dal 1551 alla primavera del 1553, lavorarono Giorgio Vasari, Bartolomeo Ammannati, Jacopo Barozzi da Vignola e Michelangelo Buonarroti. Oltre a un cantiere, è stato un vero campo di sperimentazione, architettonica e pittorica. La decorazione delle pareti fu affidata a Prospero Fontana, a Taddeo Zuccari, a Pietro Venale e a un folto gruppo di aiuti. Il 27 novembre 1553 il papa donò la Villa a suo fratello Baldovino.
Cinque pagamenti furono fatti a Pietro Venale, per lavori in pittura nel Palazzo Apostolico e nella Vigna, dall'autunno 1552 a primavera 1553. Un sesto pagamento, del 1º aprile 1553, riguarda lavori eseguiti solo alla Villa. I documenti non danno ulteriori informazioni sull'oggetto e sulla localizzazione di questi lavori. Per Alessandro Nova l'entità dei pagamenti è troppo esigua per giustificare l'attribuzione a Pietro Venale degli affreschi del pergolato, nella volta del porticato di Villa Giulia, soprattutto come capofila di un gruppo di aiuti. Egli sostiene anche che lo stile riscontrabile nelle opere di Venale, a noi note, non è paragonabile con la carica inventiva e innovativa di quel pergolato aereo: gli sfondi arditi degli affacci, la forma scorciata degli amorini, la leggerezza del fogliame delle viti e delle rose possono invece riferirsi all'arte di Prospero Fontana, la cui mano è già stata riconosciuta nei due affreschi sovrapporta con scene bacchiche, a metà del porticato di destra e del porticato di sinistra. Né il Bénézit, né Allgemeines Künstlerlexikon citano, tra le opere di Venale, affreschi eseguiti a Villa Giulia. Il Bénézit cita, senza specificarli, lavori negli appartamenti del cardinale d'Urbino, che furono eseguiti a partire da settembre 1566. Si tratta del giovane cardinale Giulio Della Rovere, i cui appartamenti nel Palazzo Vaticano non sono stati esattamente individuati, poiché si trovavano in un'ala, affacciata sul Cortile del Belvedere, che fu poi ampiamente modificata. Alla mano di Pietro Venale potrebbero invece essere attribuite le decorazioni con grottesche che sono sulle pareti di questo famoso porticato di Villa Giulia, ispirate ai decori parietali delle residenze dell'antica Roma.

### Altre opere
Ha scritto inoltre De Campos: «Di speciale interesse è una stima del marzo 1558, in cui si riconosce a Pietro Venale il credito di 7 scudi per avere depento dui angeli quali ha fatto il disegnio Maestro piro, architecto di Sua Santità, dipinti in tavola di grandezza di sei palmi l'uno. Si tratta con ogni probabilità di decorazioni nel Casino di Pio IV. Da questo testo si deduce che Pietro Venale continuava a dipendere, per il disegno del soggetto, da un altro pittore: quindi non era un caposcuola, che poteva contare su discepoli e su aiuti.
Pietro Venale nel 1563, nella Sala Regia del Vaticano, eseguì decorazioni: nella prima sala pittura dal dado in su e altri decori nella seconda sala, in uno studiolo e in una loggetta.